# 송수현
송수현(2002년 4월 29일 ~ )은 대한민국의 배우이다.

## 생애
2006년 KBS1 드라마 《순옥이》를 통해 데뷔했으며, 이후 영화와 드라마 등에 출연하고 있다.

## 학력
- 서울영일초등학교 (졸업)
- 세일중학교 (졸업)
- 서울공연예술고등학교 연극영화과 (졸업)
- 서울예술대학교 영상학부 방송영상전공 (재학)

## 출연작

### 드라마
| 연도 | 방송사   | 제목                       | 역할                 | 비고     |
| ---- | -------- | -------------------------- | -------------------- | -------- |
| 2006 | KBS1     | 순옥이                     | 정은복               | 데뷔작   |
| 2009 | MBC      | 지붕뚫고 하이킥            | 아이스크림 소녀      |          |
| 2010 | SBS      | 제중원                     | 치루 딸              |          |
| 2010 | EBS1     | 마주보며 웃어              | 달래                 |          |
| 2011 | MBN      | 뱀파이어 아이돌            | 어린 수미            |          |
| 2013 | SBS      | 장옥정 사랑에 살다         | 어린 향이            |          |
| 2015 | MBC      | 맨도롱 또똣                | 수연                 |          |
| 2016 | MBC      | 캐리어를 끄는 여자         | 김민아               |          |
| 2016 | KBS2     | 오마이금비                 | 어린 고강희          |          |
| 2017 | tvN      | 쓸쓸하고 찬란하神 - 도깨비 | 김우식의 딸          |          |
| 2017 | KBS2     | 추리의 여왕                | 어린 유설옥          |          |
| 2017 | tvN      | 비밀의 숲                  | 한이지               |          |
| 2017 | MBC      | 왕은 사랑한다              | 어린 비연            |          |
| 2017 | MBC      | 20세기 소년소녀            | 어린 한아름          |          |
| 2017 | OCN      | 블랙                       | 어린 윤수완 / 김선영 |          |
| 2018 | KBS2     | 추리의 여왕 2              | 어린 유설옥          |          |
| 2018 | XtvN     | 복수노트 2                 | 배신애               |          |
| 2022 | 디즈니 + | 너와 나의 경찰수업         | 송수현               | 특별출연 |

### 영화
| 연도 | 제목        | 역할 | 비고 |
| ---- | ----------- | ---- | ---- |
| 2011 | 결정적 한방 | 수영 |      |

### 뮤직 비디오
| 연도 | 제목            | 가수       | 비고  |
| ---- | --------------- | ---------- | ----- |
| 2024 | 〈우리의 계절〉 | 이아(iaaa) | [ 1 ] |